# Phare de la Plata
Le phare de la Plata est un phare situé sur le Cap de la Plata dans la municipalité de Pasaia, donnant sur la Mer Cantabrique, dans la province du Guipuscoa (Pays basque) en Espagne. Il marque l'entrée du Port de Pasaia.
Il est géré par l'autorité portuaire du Port de Pasaia.

## Histoire
Ce phare a été érigé en 1855 sur le Mont Ulia, à l'ouest de l'entrée du Port de Pasaia. Il se trouve proche du phare de Senekozulua.
Une petite tourelle carrée en pierre, avec une galerie et sa lanterne onde à dôme métallique, est montée sur le toit plat d'une maison de gardiens de trois étages semblable à un château avec deux tourelles. L'édifice est peint blanc en blanc, les tourelles et les créneaux sont gris.
La lumière d'origine ne culminait qu'à 148 m au-dessus de la mer. La tourelle actuelle a relevé la hauteur focale à 153 m. La construction est à flanc de montagne et n'est visible que par la mer. Le site est accessible par une route sinueuse et il offre une vue spectaculaire du Golfe de Gascogne.
Identifiant : ARLHS : SPA133 ; ES-00120 - Amirauté : D1456 - NGA : 1728 .